# 大阪府道231号春木大町線
大阪府道231号春木大町線（おおさかふどう231ごう はるきおおまちせん）は、大阪府岸和田市を通る一般府道である。

## 概要
岸和田市荒木町1丁目から岸和田市大町1丁目に至る。
かつての起点は大阪府道204号堺阪南線の交点（春木交差点）であったが、現在では、春木駅付近は岸和田市道となり、同市荒木町が起点となっている。また、過去には大阪府道40号岸和田牛滝山貝塚線（新道）の一部（岸和田市・磯上南交差点 - 中井町交差点）も「府道231号春木大町線」として指定されていた時期もある。

### 路線データ
- 起点：大阪府岸和田市荒木町1丁目（荒木町西交差点、大阪府道227号和気岸和田線交点）
- 終点：大阪府岸和田市大町1丁目（大町交差点、大阪府道30号大阪和泉泉南線交点）
- 総延長：1.3 km

## 地理

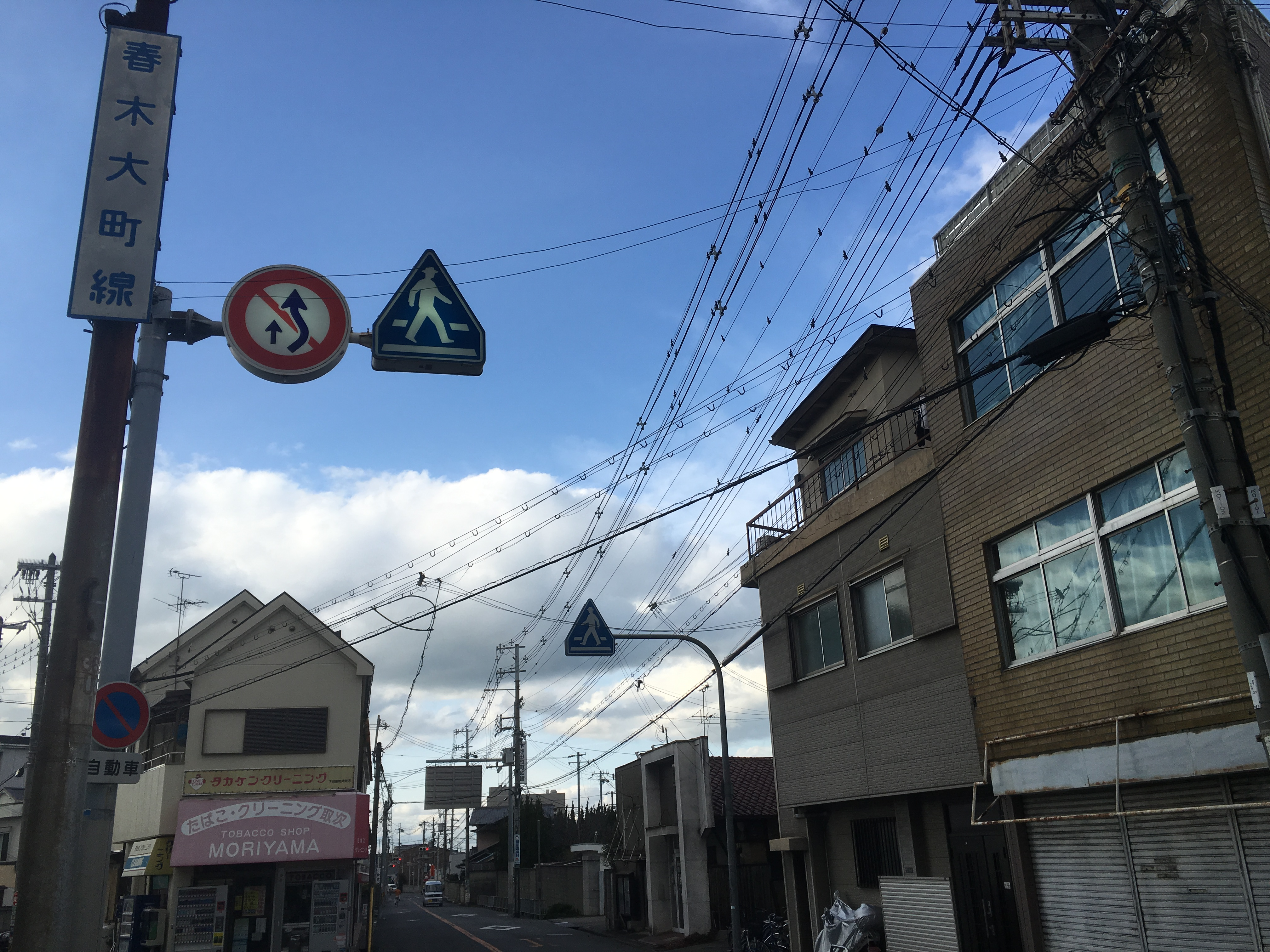
大阪府道231号春木大町線
大阪府岸和田市下池田町一丁目

### 通過する自治体
- 大阪府
  - 岸和田市

### 交差する道路
| 交差する道路               | 交差する場所 | 交差する場所      |
| -------------------------- | ------------ | ----------------- |
| 大阪府道227号和気岸和田線  | 荒木町1丁目  | 起点              |
| 国道26号                   | 荒木町1丁目  | 荒木町交差点      |
| 大阪府道30号大阪和泉泉南線 | 大町1丁目    | 大町交差点 / 終点 |

### 交差する鉄道
- 阪和線

### 沿線
- 岸和田市中央公園
- 岸和田市総合体育館
- 岸和田市立文化会館（マドカホール）
- 岸和田市立八木北小学校
- 紀陽銀行 久米田支店
- JR西日本阪和線 久米田駅
- りそな銀行 久米田支店
- デイリーカナート 久米田店